# Microrregión de Itapecuru Mirim
La microrregión de Itapecuru Mirim es una de las microrregiones del estado brasileño del Maranhão perteneciente a la mesorregión Norte Maranhense. Su población según el censo de 2010 es de 210.753 habitantes y está dividida en ocho municipios. Su población está formada por una mayoría de negros y mulatos 62.7, caboclos(mestizos de indios y blancos)19.7 y blancos 17.6 además habitaban según el IBGE en 2010 67 indígenas la región.  Posee un área total de 6.785,333 km².

## Municipios
- Cantanhede
- Itapecuru-Mirim
- Matões do Norte
- Miranda do Norte
- Nina Rodrigues
- Pirapemas
- Presidente Vargas
- Vargem Grande

- Datos: Q2522636